# Каменный Бор (карьер)
Каменный Бор — месторождение кварцитопесчаников как строительного и флюсового материала, расположенное в юго-восточной части современной территории Петрозаводска между районами Зарека, Кукковка и Ключевая. Разработка велась открытым способом с конца XVIII века до 1980 года. После прекращения добычи в результате затопления карьера образовалось озеро, занесённое в Государственный водный реестр под именем Ключевской карьер.

## Описание

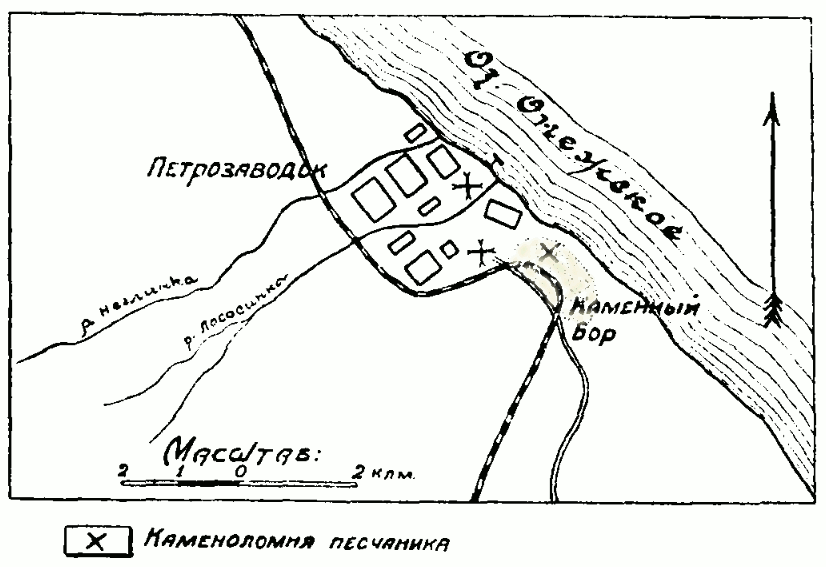
План Каменноборского месторождения

Месторождение кварцевого песчаника в южной части Петрозаводска представляет собой полого поднимающуюся от озера возвышенность, вершиной которой является Кукова Гора (Кукковка). Обращённый к озеру склон называется Каменным Бором. Здесь имеется ряд естественных и искусственных обнажений песчаника. На юго-восток вдоль озера песчаник прослеживается ещё на несколько километров.
Геология месторождения охарактеризована следующим образом: падение на юго-восток (азимут 140°) — в среднем под углом 20° (наибольший угол — 30°). Порода состоит из пластов толщиной от 6−9 см до 2 м и более. Наблюдаются прослои с диагональной слоистостью. Есть также прослои конгломерата с пластинчатой галькой сланца. Имеются системы трещин в направлении северо-востока (азимут 60°) и северо-запада (азимут 300°).
Осадочные отложения в окрестностях Петрозаводска представлены двумя свитами: петрозаводской и шокшинской. По стратиграфической шкале докембрия серые кварцитопесчаники Каменного Бора относятся к петрозаводской свите и распространены вдоль всего юго-западного побережья Онежского озера. Когда-то эти породы были песками, отложившимися 1,80−1,77 млрд лет назад в шельфовом море в окрестностях древнего континента Балтика (Фенносарматия). В результате свекофеннского метаморфизма эти породы уплотнились и стали песчаниками. Петрозаводская свита, включающая две подсвиты, сложена груборитмичными осадками: песчаниками разной зернистости, алевролитами и песчано-глинистыми сланцами, — и её общая мощность составляет 300−450 м (из них верхняя подсвита — 200−250 м).
Поскольку в Каменноборских песчаниках преобладает кварц (66 %), их относят к кварцитопесчаникам. Кроме кварца, в породе присутствуют полевые шпаты: плагиоклазы и калишпаты — 5,3 %. Цементирующую роль в породе выполняет серицит (24,4 %). В малом количестве встречаются зёрна других минералов: магнетита, гематита, циркона, титанита, турмалина, а также зёрна различных разновидностей диабазов — 4,3 %.
Окраска породы не является постоянной и варьируется от желтовато-серой до буровато-красной и темно-серой. Поскольку красивыми тонами порода не отличается, широкого применения в качестве облицовочного и поделочного материала не нашла. Тем не менее, благодаря своей прочности порода использовалась для производства строительного камня для фундаментов и бута, а также для тротуарных плит и бордюрного камня, брусчатки. В. М. Тимофеевым временное сопротивление разрушению для образца породы из Каменноборского месторождения было оценено в 1708−3140 кгс/см².
В 1935 году балансовые запасы кварцитопесчаника были определены на уровне 9 млн м³.

## История
На поверхности месторождения и в начале XXI века встречаются поросшие вереском небольшие углубления-закопушки глубиной 0,4−0,7 м и площадью 4−5 м² — древние каменоломни, в которых первые добытчики ломали камень. Время возникновения этих каменоломен не определялось. Однако строительство в устье Лососинки в 1703 году Петровского завода и заводской слободы вокруг него привело к началу интенсивной добычи камня для возведения фундаментов домов, сооружений и доменных печей.
В «Горном журнале» за 1828 год Н. Бутеневым дана такая справка:

Въ разстоянiи около версты къ Юго-Востоку отъ Петрозаводска, есть заброшенная каменная ломка, извѣстная подъ именемъ Каменнаго бора, гдѣ, съ 1810 по 1825 годъ, добывался горновой камень для домѣнныхъ печей Александровскаго и Кончеозерскаго заводовъ (вмѣсто привозимаго до того времени въ сiи заводы изъ Брусны, лежащей въ 70 верстахъ отъ Петрозаводска, на западномъ берегу Онежскаго озера). Камень сей есть песчаникъ и лежитъ огромнымъ пластомъ. Мѣстами онъ покрытъ тонкимъ слоемъ наносной земли, мѣстами же совершенно обнаженъ… Пластъ лежитъ наклонно подъ угломъ около 8 градусовъ, и раздѣленъ на слои, толщина которыхъ отъ 2 вершковъ простирается почти до 1 аршина. Цвѣтъ сего песчаника красноватосѣрый, переходящiй мѣстами въ зеленоватый; въ щеляхъ же между слоями синiй съ красноватымъ отливомъ, либо нечистый красноватобурый. Сей горновой камень состоитъ изъ мелкихъ зеренъ кварца, связанныхъ кварцовымъ цементомъ. При разламыванiи онаго, примѣчаются въ нем зерна, величиною съ горошину, а иногда и куски, въ нѣсколько дюймовъ, Лидiйскаго камня, которые столь тѣсно соединены съ его собственнымъ веществомъ, что почти нельзя чисто отдѣлить ихъ отъ онаго.

До 1930-х годов в Каменном Бору ломка бутового камня и каменных плит велась несистемно: камень добывала любая организация, которой это было необходимо, в том числе кустари-артельщики. Известно, что из карьера камень вывозили «Карелгосстрой», «Карелстройобъединение», «Гордорстрой», «Кареллес», Мурманская железная дорога, «Русфинстрой», Егерьский батальон и другие предприятия. Временные пользователи не заботились о согласованности добычи, отходы добычи не убирались, капитальных сооружений у добытчиков на местах ломки не было, подъездные дороги отсутствовали — добытый летом камень вывозился зимой на санях. В среднем добывалось до 3000−5000 м³ в год.
В 1930 году был образован «Государственный трест строительных материалов по разработке камня и прочих строительных материалов Автономной Карельской ССР» («Стромтрест АКССР»), которому в 1931 году было передано исключительное право на 10 лет на использование карьера «Каменный Бор». В Каменном Бору планировалась постройка жилых домов для работников, столовой, кузницы, кладовой, порохового склада, узкоколейного пути в забоях, а также приобретение двух ручных грузоподъёмных кранов и камнедробилки. Не все из этих планов сразу же осуществились. Почти ежегодно у плитных разработок в Каменном Бору менялось вышестоящее ведомство («Стройобъединение АКССР», «Наркомместпром АКССР», «Горместпром», Управление промышленности строительных материалов при СНК КАССР). Несмотря на это, ассортимент каменной продукции расширялся, объёмы её выпуска увеличивались. Кроме каменной плиты и булыжного камня стали изготовлять щебень и брусчатку, особенно востребованную в Москве и Ленинграде для мощения улиц и площадей.
В те годы производство всей каменной продукции, в том числе щебня, было весьма тяжким и утомительным трудом, так как выполнялось вручную: с применением мускульной силы камень ломали на плиты с помощью клиньев и ломов. В 1932−1933 гг. при ручном дроблении предприятие давало чуть больше 300 м³ щебня в год. Когда в 1934 году была установлена каменная дробилка «Блек», кроме ручного способа производства щебня появилась возможность машинного. Хотя из-за малой мощности использованного двигателя камнедробилка «Блек» не могла интенсивно работать, выработка щебня на предприятии всё же увеличилась почти в два раза, до 734 м³ в год, что было особенно актуально для обеспечения строек Петрозаводска.
В конце 1935 года для строительства Центрального театра Красной Армии и Флота в Москве понадобилась крупная партия щебня, и такой престижный заказ впервые поступил в Каменноборские каменоломни. При выполнении заказа выяснилось, что камнедробилка «Блек» не выдавала щебень нужного размера. А у использованной для её замены другой камнедробилки быстро разрушались дробящие плиты, так как она была предназначена для более мягких пород — мрамора. Заказ был выполнен благодаря ручному труду рабочих-щебёнщиков, присланных со строительства ББК.
История с выполнением московского заказа побудила руководство предприятия к развитию производства. К 1938 году на дроблении щебня уже работали две камнедробилки «АКМЭ». Вместо узкоколейки с вагонеткам 0,75 м³ на конной тяге на разработки был проложен железнодорожный путь протяжённостью 1600 м от ветки Онегозавода. Кроме щебня, предприятие по-прежнему выпускало бутовый камень, брусчатку, кляйнпфлястер, чистую тёску и кварцитовую гальку.
Во время Великой Отечественной войны многие промышленные здания были разрушены, а оборудование утрачено; предприятие не работало. Вскоре после освобождения Петрозаводска, 4 августа 1944 года разработка карьера вновь возобновилась, но предприятие пришлось организовывать практически с нуля: изыскивать инвентарь и оборудование, сооружать временные производственные строения. Процесс добычи камня — бурение шпуров, разборка и раскалывание камня, транспортировка — как и в довоенные годы, осуществлялся вручную. Кроме основных рабочих, в первые послевоенные годы на добыче камня работало до 200 военнопленных.

План Каменноборских горных разработок по состоянию на 1981 год

В связи с ростом капитального строительства потребность в щебне всё больше возрастала, но из-за отсутствия необходимого оборудования предприятие никак не справлялось с годовыми планами по его выработке. Лишь к 1958 году на предприятие поступили щековая камнедробилка СМ-16 и конусная дробилка «Саймонс», заменившие старое и изношенное оборудование.
В конце 1963 года был закончен новый дробильно-сортировочный завод, строительство которого велось 5 лет (1959−1963 гг.). Новый завод именовался «Технологическая линия № 2 по выпуску щебня и бутового камня». За старым заводом закрепилось имя «Технологическая линия № 1 по выпуску щебня». Лишь с запуском в эксплуатацию новой линии ручная добыча камня в Каменном Бору прекратилась. Период с 1960 по 1970 годы был самым продуктивным в развитии Каменноборского предприятия благодаря тому, что технику предприятия пополнили два новых электрических экскаватора ЭКГ-4,6, семь большегрузных автосамосвалов КРАЗ-256, а также передвижная дробильно-сортировочная установка ПДСУ-200. Благодаря этому Петрозаводский каменный карьер стал солидным предприятием с комплексной механизацией. Продукция предприятия поставлялась во все близлежащие и даже многие отдалённые регионы: Архангельск, Вологду, Череповец, Рыбинск, Кострому, Ярославль, Киров, Казань, Горький, Волгоград, Астрахань, Тулу, Калининград, Ригу и Москву. В Подмосковье имелось два завода по изготовлению железнодорожных шпал, работавших на каменноборском щебне. Каменноборский щебень мелкой фракции являлся сырьём для изготовления панелей на Петрозаводском комбинате строительных конструкций, из которых возведены кварталы пятиэтажек серии 1-335 в центральной части Петрозаводска и в его других районах: Первомайском, Сулажгоре, Ключевой.
С середины 1960-х годов город стал стремительно расти, и городские строения начали теснить горные выработки. Развитие карьера пошло вглубь. В 1967 году начались работы во II горизонте с проектной высотой уступа 10 м. А в 1975 году и вплоть до закрытия карьера камень добывался уже с III горизонта. Тем не менее производимые взрывные работы были опасны для надвигающихся жилых кварталов. В конце 1980 года поступил приказ о ликвидации карьера, и с 1 января 1981 года работа предприятия была прекращена.
После ликвидации предприятия и вывоза техники рекультивация территории не производилась. Со временем ключи заполнили карьер, и на его территории образовался водоём длиной около 500 м, шириной 350 м и глубиной до 12 м. Городские власти время от времени заявляют о планах организации рекреационной территории вокруг обводнённого карьера.
|                                         | 1930 | 1932 | 1934 | 1936 | 1938 | 1940 | 1941 | 1945 | 1948 | 1950 | 1952 | 1954 | 1956 | 1958 | 1960  | 1963  | 1965  | 1970  | 1975  | 1980 |
| --------------------------------------- | ---- | ---- | ---- | ---- | ---- | ---- | ---- | ---- | ---- | ---- | ---- | ---- | ---- | ---- | ----- | ----- | ----- | ----- | ----- | ---- |
| Бутовая плита, тыс. м³                  | 3,0  | 17,4 |      |      |      |      |      |      |      |      |      |      |      |      |       |       |       |       |       |      |
| Камень булыжный, тыс. м³                |      | 0,88 |      |      |      |      |      |      |      |      |      |      |      |      |       |       |       |       |       |      |
| Камень бутовый, тыс. м³                 |      |      | 12,9 | 22,1 | 25,4 | 13,1 | 8,4  | 9,8  | 45,0 | 60,8 | 71,0 | 66,5 | 59,8 | 74,5 | 80,5  | 42,4  | 45,5  | 59,4  | 54,1  | 79,3 |
| Щебень (всего), тыс. м³                 |      | 0,35 | 0,73 | 14,9 | 9,0  | 17,2 | 5,9  | 0,26 | 0,4  | 1,3  | 1,8  | 27,9 | 64,4 | 89,9 | 139,1 | 272,6 | 403,1 | 456,6 | 532,4 | 31.7 |
| в том числе фракции 5−20 мм, тыс. м³    |      |      |      |      |      |      |      |      |      |      |      | 2,8  | 8,3  | 25,4 | 53,7  | 79,6  | 131,6 | 151,7 | 301,7 | 15,3 |
| Брусчатка, тыс. м²                      |      | 8,6  | 10,7 | 10,2 | 4,5  | 4,0  | 2,3  | 0,02 | 5,1  | 6,1  | 6,3  |      |      |      |       |       |       |       |       |      |
| Мостовая шашка, тыс. м²                 |      |      |      |      | 6,5  | 3,0  | 2,4  | 0,93 | 3,6  | 6,0  | 3,8  | 4,1  | 4,1  | 4,5  | 3,7   |       |       |       |       |      |
| Кляйнпфлястер, тыс. м²                  |      |      | 1,2  | 8,1  | 3,0  | 3,6  |      |      |      |      |      |      |      |      |       |       |       |       |       |      |
| Бортовой камень (поребрик), тыс. пог. м |      |      |      |      |      |      |      |      |      |      | 6,2  | 5,0  | 6,3  | 7,6  | 6,1   | 6,8   |       |       |       |      |
| Галька кварцитовая, тонн                |      | 900  | 70   | 120  | 300  | 180  | 30   |      | 50   |      |      |      |      |      |       |       |       |       |       |      |
| Чистая тёска, тыс. м²                   |      | 0,3  | 0,09 | 0,89 | 0,2  | 0,15 | 0,1  | 0,01 | 0,03 | 0,1  | 0,21 | 0,25 | 0,3  | 0,5  | 0,46  | 0,21  |       |       |       |      |